# Petr Beránek (lední hokejista)
Petr Beránek (* 8. července 1993 Brno) je český lední hokejista hrající na postu pravého křídla a bývalý mládežnický reprezentant, jenž je od května 2017 bez angažmá. Mimo Česko působil na klubové úrovni ve Finsku a v Kanadě.

## Hráčská kariéra
Svoji hokejovou kariéru začal v Kometě Brno, odkud v průběhu mládeže zamířil nejprve do Horácké Slavie Třebíč a poté do Slezanu Opava. V roce 2009 odešel do zahraničí a upsal se klubu Tappara Tampere z Finska, kde působil taktéž v žákovských kategoriích. V letech 2010–2012 okusil zámořská působiště, když hrál v juniorské OHL za kanadské týmy Barrie Colts a Kingston Frontenacs. Před sezonou 2012/13 se vrátil do Česka a uzavřel roční kontrakt s opcí s mužstvem Orli Znojmo, v jehož dresu hrál mezinárodní ligu EBEL. V září 2014 zamířil jako volný hráč do Mountfieldu HK z Hradce Králové, kde podepsal dvouletou smlouvu s následnou opcí. Za Hradec nastupoval v extralize a formou střídavých startů rovněž pomáhal Stadionu Litoměřice ze druhé nejvyšší soutěže. V ročníku 2016/17 hrál nejprve za Litoměřice a následně zamířil 19. října 2016 na hostování do prvoligové Slavie Praha. Za královéhradecký klub si v dané sezoně připsal pouze deset startů, ale týmu částečně pomohl v lize k historickému úspěchu – zisku bronzové medaile. 1. května 2017 se po konci kontraktu stal volným hráčem.

## Klubové statistiky
| Sezona    | Klub                  | Soutěž          | Základní část | Základní část | Základní část | Základní část | Základní část | Play off | Play off | Play off | Play off | Play off |
| Sezona    | Klub                  | Soutěž          | Z             | G             | A             | B             | TM            | Z        | G        | A        | B        | TM       |
| --------- | --------------------- | --------------- | ------------- | ------------- | ------------- | ------------- | ------------- | -------- | -------- | -------- | -------- | -------- |
| 2010/2011 | Barrie Colts          | 0000 OHL        | 54            | 11            | 15            | 26            | 22            | —        | —        | —        | —        | —        |
| 2011/2012 | Kingston Frontenacs   | 0000 OHL        | 64            | 12            | 23            | 35            | 18            | —        | —        | —        | —        | —        |
| 2012/2013 | Orli Znojmo           | 0000 EBEL       | 43            | 07            | 13            | 20            | 12            | 03       | 0        | 01       | 01       | 0        |
| 2013/2014 | Orli Znojmo           | 0000 EBEL       | 43            | 09            | 17            | 26            | 08            | 02       | 0        | 0        | 0        | 04       |
| 2014/2015 | Mountfield HK         | Česká extraliga | 47            | 05            | 05            | 10            | 10            | 01       | 0        | 0        | 0        | 0        |
| 2015/2016 | HC Stadion Litoměřice | 0 1. česká liga | 38            | 09            | 05            | 14            | 10            | 03       | 0        | 0        | 0        | 02       |
|           | Mountfield HK         | Česká extraliga | 05            | 0             | 0             | 0             | 0             | —        | —        | —        | —        | —        |
| 2016/2017 | HC Stadion Litoměřice | 0 1. česká liga | 14            | 04            | 03            | 07            | 02            | —        | —        | —        | —        | —        |
|           | Mountfield HK         | Česká extraliga | 10            | 0             | 0             | 0             | 0             | —        | —        | —        | —        | —        |
|           | HC Slavia Praha       | 0 1. česká liga | 28            | 11            | 09            | 20            | 35            | 09       | 01       | 01       | 02       | 08       |
| 2017/2018 | AZ Heimstaden Havířov | 1. liga         |               |               |               | 2             | 10            |          |          |          |          |          |
|           | VHK ROBE Vsetín       | 1. liga         |               |               |               | 21            | 8             |          |          |          |          |          |
| 2018/2019 | MsHK DOXXbet Žilina   | 1. liga SR      |               |               |               | 40            | -             |          |          |          |          |          |
| 2019/2020 | Orli Znojmo           | EBEL            |               |               |               | 20            | 10            |          |          |          |          |          |
| 2020/2021 | Orli Znojmo           | 2. liga         |               |               |               | 6             | 0             |          |          |          |          |          |
| 2021/2022 | Jestřábi Prostějov    | 1.liga          |               |               |               | 27            | 16            |          |          |          |          |          |
| 2022/2023 | Dukla Jihlava         | 1. liga         |               |               |               | 8             | 4             |          |          |          |          |          |
| 2023/2024 | Orli Znojmo           | 2. liga         |               |               |               | 20            | 14            |          |          |          |          |          |
| 2024/2025 | Orli Znojmo           | 2.liga          |               |               |               | 48            | 8             |          |          |          |          |          |

## Reprezentace
| Turnaj               | Místo konání                     | Z | G | A | B | TM | Umístění |
| -------------------- | -------------------------------- | - | - | - | - | -- | -------- |
| MS-18 2011           | Německo (Crimmitschau, Drážďany) | 6 | 0 | 0 | 0 | 0  | 8. místo |
| MSJ 2013             | Rusko (Ufa)                      | 6 | 1 | 1 | 2 | 2  | 5. místo |
| Celkem na MS-18 (1x) |                                  | 6 | 0 | 0 | 0 | 0  |          |
| Celkem na MSJ (1x)   |                                  | 6 | 1 | 1 | 2 | 2  |          |